# Eurytorna heterodoxa
Eurytorna heterodoxa là một loài bướm đêm trong họ Crambidae.